# 2.ª etapa do Tour de France de 2020
A 2. ª etapa do Tour de France de 2020 desenvolveu-se no domingo 30 de agosto de 2020 em Nice, numa distância de 187 quilómetros.

## Classificação da etapa
| \| Classificação por etapas \| Classificação por etapas \| Classificação por etapas \| Classificação por etapas \| Classificação por etapas \| \| Ciclista \| Ciclista \| Equipe \| Tempo \| \| \| ------------------------ \| ------------------------ \| ------------------------ \| ------------------------ \| ------------------------ \| \| 1. \| Julian Alaphilippe \| Deceuninck-Quick Step \| 4h55m27s \| \| \| 2. \| Marc Hirschi \| Team Sunweb \| + 0s \| \| \| 3. \| Adam Yates \| Mitchelton-Scott \| + 1s \| \| \| 4. \| Greg Van Avermaet \| CCC Team \| + 2s \| \| \| 5. \| Sergio Higuita \| EF Pro Cycling \| + 2s \| \| \| 6. \| Bauke Mollema \| Trek-Segafredo \| + 2s \| \| \| 7. \| Alexey Lutsenko \| Astana \| + 2s \| \| \| 8. \| Tadej Pogačar \| UAE Team Emirates \| + 2s \| \| \| 9. \| Maximilian Schachmann \| Bora-Hansgrohe \| + 2s \| \| \| 10. \| Alberto Bettiol \| EF Pro Cycling \| + 2s \| \| |                       |                       |          |
| |                       |                       |          |
| Fonte: ProCyclingStats |                       |                       |          |
| Classificação por etapas |                       |                       |          |
| Ciclista | Ciclista              | Equipe                | Tempo    |
| 1. | Julian Alaphilippe    | Deceuninck-Quick Step | 4h55m27s |
| 2. | Marc Hirschi          | Team Sunweb           | + 0s     |
| 3. | Adam Yates            | Mitchelton-Scott      | + 1s     |
| 4. | Greg Van Avermaet     | CCC Team              | + 2s     |
| 5. | Sergio Higuita        | EF Pro Cycling        | + 2s     |
| 6. | Bauke Mollema         | Trek-Segafredo        | + 2s     |
| 7. | Alexey Lutsenko       | Astana                | + 2s     |
| 8. | Tadej Pogačar         | UAE Team Emirates     | + 2s     |
| 9. | Maximilian Schachmann | Bora-Hansgrohe        | + 2s     |
| 10. | Alberto Bettiol       | EF Pro Cycling        | + 2s     |

## Classificações ao final da etapa

### Classificação geral(Maillot Jaune)
| \| Classificação geral \| Classificação geral \| Classificação geral \| Classificação geral \| Classificação geral \| \| Ciclista \| Ciclista \| Equipe \| Tempo \| \| \| ------------------- \| ------------------- \| --------------------- \| ------------------- \| ------------------- \| \| 1. \| Julian Alaphilippe \| Deceuninck-Quick Step \| 8h41m35s \| \| \| 2. \| Adam Yates \| Mitchelton-Scott \| + 4s \| \| \| 3. \| Marc Hirschi \| Team Sunweb \| + 7s \| \| \| 4. \| Sergio Higuita \| EF Pro Cycling \| + 17s \| \| \| 5. \| Tadej Pogačar \| UAE Team Emirates \| + 17s \| \| \| 6. \| Esteban Chaves \| Mitchelton-Scott \| + 17s \| \| \| 7. \| Davide Formolo \| UAE Team Emirates \| + 17s \| \| \| 8. \| Egan Bernal \| Ineos Grenadiers \| + 17s \| \| \| 9. \| Richard Carapaz \| Ineos Grenadiers \| + 17s \| \| \| 10. \| Tom Dumoulin \| Jumbo-Visma \| + 17s \| \| |                    |                       |          |
| |                    |                       |          |
| Fonte: ProCyclingStats |                    |                       |          |
| Classificação geral |                    |                       |          |
| Ciclista | Ciclista           | Equipe                | Tempo    |
| 1. | Julian Alaphilippe | Deceuninck-Quick Step | 8h41m35s |
| 2. | Adam Yates         | Mitchelton-Scott      | + 4s     |
| 3. | Marc Hirschi       | Team Sunweb           | + 7s     |
| 4. | Sergio Higuita     | EF Pro Cycling        | + 17s    |
| 5. | Tadej Pogačar      | UAE Team Emirates     | + 17s    |
| 6. | Esteban Chaves     | Mitchelton-Scott      | + 17s    |
| 7. | Davide Formolo     | UAE Team Emirates     | + 17s    |
| 8. | Egan Bernal        | Ineos Grenadiers      | + 17s    |
| 9. | Richard Carapaz    | Ineos Grenadiers      | + 17s    |
| 10. | Tom Dumoulin       | Jumbo-Visma           | + 17s    |

### Classificação por pontos(Maillot Vert)
| Classificação por pontos | Classificação por pontos | Classificação por pontos         | Classificação por pontos | Classificação por pontos |
| Ciclista                 | Ciclista                 | Equipe                           | Pontos                   |                          |
| ------------------------ | ------------------------ | -------------------------------- | ------------------------ | ------------------------ |
| 1.                       | Alexander Kristoff       | UAE Team Emirates                | 64 pts                   |                          |
| 2.                       | Peter Sagan              | Bora-Hansgrohe                   | 46 pts                   |                          |
| 3.                       | Matteo Trentin           | CCC Team                         | 36 pts                   |                          |
| 4.                       | Sam Bennett              | Deceuninck-Quick Step            | 35 pts                   |                          |
| 5.                       | Julian Alaphilippe       | Deceuninck-Quick Step            | 30 pts                   |                          |
| 6.                       | Mads Pedersen            | Trek-Segafredo                   | 30 pts                   |                          |
| 7.                       | Marc Hirschi             | Team Sunweb                      | 25 pts                   |                          |
| 8.                       | Adam Yates               | Mitchelton-Scott                 | 22 pts                   |                          |
| 9.                       | Bryan Coquard            | B&B Hotels-Vital Concept p/b KTM | 22 pts                   |                          |
| 10.                      | Michael Schär            | CCC Team                         | 20 pts                   |                          |

### Classificação da montanha(Maillot à Pois Rouges)
| Classificação da montanha | Classificação da montanha | Classificação da montanha | Classificação da montanha | Classificação da montanha |
| Ciclista                  | Ciclista                  | Equipe                    | Pontos                    |                           |
| ------------------------- | ------------------------- | ------------------------- | ------------------------- | ------------------------- |
| 1.                        | Benoît Cosnefroy          | AG2R La Mondiale          | 18 pts                    |                           |
| 2.                        | Anthony Perez             | Cofidis                   | 18 pts                    |                           |
| 3.                        | Michael Gogl              | NTT Pro Cycling           | 12 pts                    |                           |
| 4.                        | Toms Skujiņš              | Trek-Segafredo            | 6 pts                     |                           |
| 5.                        | Kasper Asgreen            | Deceuninck-Quick Step     | 6 pts                     |                           |
| 6.                        | Nicolas Roche             | Team Sunweb               | 5 pts                     |                           |
| 7.                        | Robert Gesink             | Jumbo-Visma               | 3 pts                     |                           |
| 8.                        | Michael Schär             | CCC Team                  | 2 pts                     |                           |
| 9.                        | Fabien Grellier           | Total Direct Énergie      | 2 pts                     |                           |
| 10.                       | Marc Hirschi              | Team Sunweb               | 2 pts                     |                           |

### Classificação do melhor jovem(Maillot Blanc)
| Classificação dos jovens | Classificação dos jovens | Classificação dos jovens | Classificação dos jovens | Classificação dos jovens |
| Ciclista                 | Ciclista                 | Equipe                   | Tempo                    |                          |
| ------------------------ | ------------------------ | ------------------------ | ------------------------ | ------------------------ |
| 1.                       | Marc Hirschi             | Team Sunweb              | 8h41m42s                 |                          |
| 2.                       | Sergio Higuita           | EF Pro Cycling           | + 10s                    |                          |
| 3.                       | Tadej Pogačar            | UAE Team Emirates        | + 10s                    |                          |
| 4.                       | Egan Bernal              | Ineos Grenadiers         | + 10s                    |                          |
| 5.                       | Enric Mas                | Movistar Team            | + 10s                    |                          |
| 6.                       | Valentin Madouas         | Groupama-FDJ             | + 2m17s                  |                          |
| 7.                       | Daniel Felipe Martínez   | EF Pro Cycling           | + 3m46s                  |                          |
| 8.                       | Harold Tejada            | Astana                   | + 4m33s                  |                          |
| 9.                       | Niklas Eg                | Trek-Segafredo           | + 8m49s                  |                          |
| 10.                      | Lennard Kämna            | Bora-Hansgrohe           | + 10m27s                 |                          |

### Classificação por equipas(Classement par Équipe)
| Classificação por equipes | Classificação por equipes | Classificação por equipes | Classificação por equipes |
| Equipe                    | Equipe                    | Tempo                     |                           |
| ------------------------- | ------------------------- | ------------------------- | ------------------------- |
| 1.                        | Trek-Segafredo            | 26h05m36s                 |                           |
| 2.                        | EF Pro Cycling            | + 0s                      |                           |
| 3.                        | Astana                    | + 0s                      |                           |
| 4.                        | Bahrain McLaren           | + 0s                      |                           |
| 5.                        | Ineos Grenadiers          | + 1m02s                   |                           |
| 6.                        | Movistar Team             | + 1m10s                   |                           |
| 7.                        | Jumbo-Visma               | + 1m14s                   |                           |
| 8.                        | UAE Team Emirates         | + 2m07s                   |                           |
| 9.                        | Groupama-FDJ              | + 2m07s                   |                           |
| 10.                       | AG2R La Mondiale          | + 3m36s                   |                           |

## Abandonos
- Philippe Gilbert (Lotto-Soudal) : não partiu[2]
- Rafael Valls (Bahrain-McLaren) : não partiu